# Aria o plotce
Aria o plotce – rozpoczynająca się słowami La calunnia (czyli: plotka) i również tak identyfikowana, basowa aria, pochodząca z opery Cyrulik sewilski z muzyką Gioacchina Rossiniego do libretta w języku włoskim autorstwa Cesarego Sterbiniego. Przypisana jest do roli Don Basilia.

## Umiejscowienie w operze
Aria nawiązuje do starego zatargu między Don Bartolem a Hrabią Almaviva. Podstarzały sewilski doktor ma na wychowaniu dorastającą pannę, Rozynę, a wobec niej matrymonialne zamiary. Niestety Almaviva zwrócił kiedyś już uwagę na dziewczynę i może pokrzyżować szyki doktora Bartola, toteż ten zrobi praktycznie wszystko, aby zapobiec takiej sytuacji. 
Hrabia jest faktycznie w Sewilli od dłuższego czasu, ale incognito, jako ubogi student używający imienia Lindoro. Rzeczywiście też próbuje zdobyć względy dziewczyny. Wynajął nawet ulicznych muzykusów, żeby wsparli go w śpiewaniu serenad i opłacił ich sowicie, wzbudzając zaciekawienie swoją osobą. Uwagę na chłopca zwróciła i sama Rozyna, ale Don Bartolo zamknął ją na cztery spusty udając się do swojego przyjaciela, Don Basilia, prosić, żeby został świadkiem na jego ślubie. 
Tymczasem dochodzi do spotkania Hrabiego Almavivy z jego dawnym sługą, Figarem, który wyjechawszy do miasta, urządził się w Sewilli jako cyrulik i totumfacki. Figaro wyjaśnia wielmoży, kim jest dziewczyna, przed której oknami stoją. Razem snują też plany, jak doprowadzić do spotkania panny z Almavivą.
Rozyna słuchając czułych słów młodego zalotnika chce wziąć sprawy we własne ręce, w czym ma jej pomóc Figaro, który dostał się do domu Bartola. Doktor jednak wraca, a za nim spieszy Don Basilio. Przyjaciel doktora i nauczyciel śpiewu Rozyny dowiedział się, że Almaviva jest znowu w Sewilli, a urzeczony urodą Rozyny będzie chciał ją na pewno zdobyć. Trzeba więc jak najszybciej podjąć radykalne kroki.

## Aria
Don Basilio doradza Don Bartolowi, żeby pozbyć się intruza w wypróbowany sposób, rozpuścić mianowicie plotkę na jego temat. Czym i jaka jest plotka? Wylatuje ona przecież wróblem, a wraca wołem, rozprzestrzeniając się z początku łagodnie, a gdy nabiera impetu, wreszcie przygniata dotkniętego nią człowieka.
Napisana oryginalnie w D-dur, aria najczęściej dla ułatwienia transponowana jest o cały ton w dół. Zaczyna się dość ponuro, by przez stopniowe crescendo i codę osiągając wręcz wystrzałowy finał. 
Światowa prapremiera Cyrulika sewilskiego odbyła się w Rzymie w Teatro Argentina 20 lutego 1816. Rolę Don Basilia i tym samym arię śpiewał wtedy Zenobio Vitarelli.

## Tekst
La calunnia è un venticello
un’auretta assai gentile
che insensibile, sottile,
leggermente, dolcemente,
incomincia a sussurrar.

Piano piano, terra terra,
sotto voce, sibilando,
va scorrendo, va ronzando;
nelle orecchie della gente
s’introduce destramente,
e le teste ed i cervelli
fa stordire e fa gonfiar.

Dalla bocca fuori uscendo,
lo schiamazzo va crescendo:
prende forza a poco a poco,
vola già di loco in loco.
Sembra il tuono, la tempesta
che nel sen della foresta,
va fischiando, brontolando,
e ti fa d’orror gelar.

Alla fin trabocca e scoppia,
si propaga, si raddoppia
e produce un’esplosione
come un colpo di cannone,
un tremuoto, un temporale,
[un tumulto generale]
che fa l’aria rimbombar.

E il meschino calunniato,
avvilito, calpestato,
sotto il pubblico flagello
per gran sorte va a crepar.